# Rachel's Vineyard
"El Viñedo de Raquel" (Rachel's Vineyard) es una organización de origen estadounidense que ofrece retiros espirituales a personas que han pasado por la experiencia de un aborto provocado y a familiares o amigos cercanos que se han sentido movilizados emocionalmente por esos hechos. El nombre proviene de Raquel, personaje de la Biblia, quien llora "por sus hijos perdidos." El programa ofrecido por Rachel's Vineyard ofrece la oportunidad para que las personas examinen su experiencia de aborto desde una perspectiva provida, e identifiquen las formas en las que el aborto las ha afectado.
Rachel's Vineyard es patrocinada por Sacerdotes por la vida. (Priest's for Life). Rachel's Vineyard se desarrolla en un ambiente católico, con celebraciones eucarísticas realizadas como parte integral de los retiros, pero también ofrecen retiros sin denominación para no católicos.

## Historia
En 1996, Theresa Karminski Burke comenzó uno de los primeros grupos terapéuticos de apoyo para mujeres que habían abortado. Posteriormente fundó Rachel’s Vineyard, junto a su esposo, Kevin Burke. Theresa Burke escribió el libro Rachel's Vineyard: A Psychological and Spiritual Journey for Post Abortion Healing (junto a Barbara Cullen), el que fue publicado en 1994 como un modelo tipo para guías de retiros relacionados al dolor post aborto. En 1995 se hicieron cuatro retiros de Rachel's Vineyard, y para fines de 2002 se realizaron más de 130. En 2003, Rachel’s Vineyard fue reorganizado y se convirtió en parte del ministerio de Sacerdotes por la vida, con Frank Pavone como Director Pastoral. Un retiro suele ser organizado para una docena de clientes, a los que típicamente asisten un sacerdote y un terapeuta acreditado.
En junio de 2002, Burke y David Reardon publicaron el libro Forbidden Grief, un resumen de la experiencia de Burke como consejera de mujeres con problemas emocionales relacionados al aborto. En él discute lo que en su opinión es la gran presión y coerción a la que se enfrentan muchas mujeres antes de realizar un aborto, todo lo relacionado con el aborto mismo y los obstáculos que deben resolver post aborto.
En 2014, Rachel's Vineyard sostendrá más de mil retiros al año, en 48 estados de Estados Unidos y en 70 países. El Manual para Retiros del Rachel’s Vineyard ha sido traducido a 10 idiomas.
Los Burkes han realizado conferencias y entrenado a profesionales en el tema de los traumas y sanación post aborto. El Ministerio Rachel's Vineyard ofrece una Conferencia para Entrenar Líderes anualmente diseñada para aquellos que utilizan el programa de Rachel's Vineyard.[cita requerida]

## Retiros
El ministerio Rachel's Vineyard ofrece retiros los fines de semana, diciendo que es una forma para apartarse de las presiones diarias del trabajo y de la familia para enfocarse en el desarrollo emocional y la búsqueda de la sanación. De acuerdo al grupo, los retiros tienen por objeto el proveer de la oportunidad para ingresar en el proceso de luto e identificar las formas en que el aborto las ha afectado individualmente. Los retiros son realizados por ministerios que tienen su base en iglesias, en programas seculares, por las oficinas del Proyecto Rachel, por grupos de Respeto a la vida, y centros de crisis de embarazo. Ofrecidos en formatos tanto católicos como no católicos.